# Nederlandse Rooms-Katholieke Middenstandsbond
De Nederlandse Rooms-katholieke Middenstandsbond was een werkgeversorganisatie gericht op Katholieke zelfstandige en kleine ondernemers. Deze organisatie werd in 1915 opgericht. Ze kwam voor uit vijf diocesane Hanzebonden voor winkeliers en kleinhandelaren.
In 1968 veranderde organisatie haar naam naar Nederlands Katholiek Ondernemersverbond. Na eerst samenwerking gezocht te hebben met de Nederlandse Christelijke Ondernemers Vereniging ging deze organisatie in 1977 op in het formeel neutrale Koninklijk Nederlands Ondernemersverbond.